# Compton, Plymouth
Compton är en stadsdel i Plymouth, i distriktet Plymouth, i grevskapet Devon, i England. Ward hade 12 281 invånare år 2021. Compton Gifford var en civil parish från 1866 till 1939 då den blev en del av Plymouth. Civil parish hade 695 invånare år 1931. Compton Gifford var ett distrikt från 1894 till 1896. Byn nämndes i Domedagsboken (Domesday Book) år 1086, och kallades då Contone.